# Ayami (アニソン歌手)
ayami（アヤミ、本名:増田絢美、1993年7月9日 - ）は、日本の女性歌手。岐阜県関市出身。血液型はO型。姉が2人いる。

## 来歴
13歳でモー娘。８期生オーディションを合格目前で辞退し、エイベックス主催のオーディションに合格、レッスンを開始。高校入学を機に上京。
その後数年間歌手のガイドボーカルを多数務めたのち、2011年アニメ『バトルスピリッツ 覇王』の主題歌を担当する音楽ユニットRAMMのフィーチャリングボーカリストとして参加。その後マブラヴシリーズの原作者・吉宗鋼紀に見初められ、彼女の歌う「Relayers」がPCゲーム『マブラヴ オルタネイティヴ クロニクルズ 再誕』のテーマソングに抜擢される。
2012年7月にはTVアニメ『トータル・イクリプス』でリダ・カナレス役として声優と劇中歌を担当。同年11月にエンディングテーマ「Revise the World」でソロデビューを果たす。

## ディスコグラフィ

### シングル
| 枚  | 発売日         | タイトル                       | 規格品番     | 規格品番     | 規格品番   |
| 枚  | 発売日         | タイトル                       | 期間限定盤   | 初回限定盤   | 通常盤     |
| --- | -------------- | ------------------------------ | ------------ | ------------ | ---------- |
| 1st | 2012年11月28日 | Revise the World               | AVCA-49974/B | AVCA-49975/B | AVCA-49976 |
| 2nd | 2013年9月4日   | Through All Eternity〜縁の絆〜 |              | AVCA-62859/B | AVCA-62860 |

### タイアップ
| 楽曲                           | タイアップ                                             | 時期   |
| ------------------------------ | ------------------------------------------------------ | ------ |
| Revise the World               | テレビアニメ『トータル・イクリプス』エンディングテーマ | 2012年 |
| Through All Eternity〜縁の絆〜 | テレビアニメ『ムシブギョー』エンディングテーマ         | 2013年 |

### 参加作品
- RAMMフィーチャリングアーティストとして
  - Freedom
    - 作詞：池畑伸人 / 作曲・編曲：RAMM
    - テレビアニメ『バトルスピリッツ 覇王』OPテーマ
    - 2012年3月21日発売 / AVCA-49131 / DIVE II entertainment

  - Relayers
    - 作詞：畑亜貴 / 作曲：RAMM　/ 編曲:長岡成貢
    - PCゲーム『マブラヴ オルタネイティヴ クロニクルズ 再誕』テーマ曲
    - 2012年3月21日発売 / AVCA-49131 / DIVE II entertainment
- 本人名義
  - Apocalypse of Destiny
    - テレビアニメ『トータル・イクリプス』劇中歌
    - 「トータル・イクリプス」第1巻Blu-ray・DVDに特典CDとして封入

## 出演

### イベント
- ANIMAX MUSIX 2011
  - 2011年11月23日：横浜アリーナ
- DIVE II summit 2012 in YOKOHAMA BLITZ 
  - 2012年4月7日：横浜BLITZ
- ANIME EXPO in L.A.
  - 2012年7月1日：LACC
- a-nation 2012 anison ganeration：代々木第1体育館
  - 2012年8月5日
- ANIMAX MUSIX 2012
  - 2012年11月23日：横浜アリーナ
- TVアニメ「トータル・イクリプス」新OPED発売記念スペシャルミニライブ
  - 2012年11月28日：ニコファーレ
- オモサンでアニソン!!
  - 2013年3月8日:表参道GROUND
- NOTTV presents アニソンSPライブ〜王道〜
  - 2013年3月24日:東京ビッグサイト大ステージ
- アニ鍋
  - 2013年4月21日:京都FANJ
- オモサンでアニソン!! Season01 最終話
  - 2013年5月18日:表参道GROUND
- TE MEMORIAL NIGHT 2013 powered by MUV-LUV
  - 2013年6月22日:品川ステラボール
- あにこん！らいぶ!!
  - 2013年9月14日:渋谷WWW
- みるくらりあっとvol.6
  - 2013年12月1日:スタジオ パルティッタ

### ラジオ
- 文化放送「ayamiのもう1通いってみよう」
  - 『Super a-hour』内『ラジオ　トータル・イクリプス』後のミニコーナー
- ぎふチャンラジオ「ayami&友希のアニラジステーションやお!」金曜21:00-21:30
- ぎふチャンラジオ「君に、胸キュン。」日曜7:00-7:15（2014年1月―6月、隔週による出演）

### WEB
- ニコニコ動画「そうだ、アニバンやろうぜ！」
  - 流田Projectとの生放送。

### テレビアニメ
- ハマトラ（2014年、チユウ）
- Re:␣ ハマトラ（2014年、チユウ）

### ゲーム
- マブラヴ オルタネイティヴ トータル・イクリプス（2013年、リダ・カナレス伍長）